# Feldkrücken
Feldkrücken ist ein Ortsteil der Stadt Ulrichstein im mittelhessischen Vogelsbergkreis. Der Ortsteil liegt südlich des Kernorts Ulrichstein im Vogelsberg. Durch den Ort verläuft die Landesstraße 3325.

## Ortsgeschichte

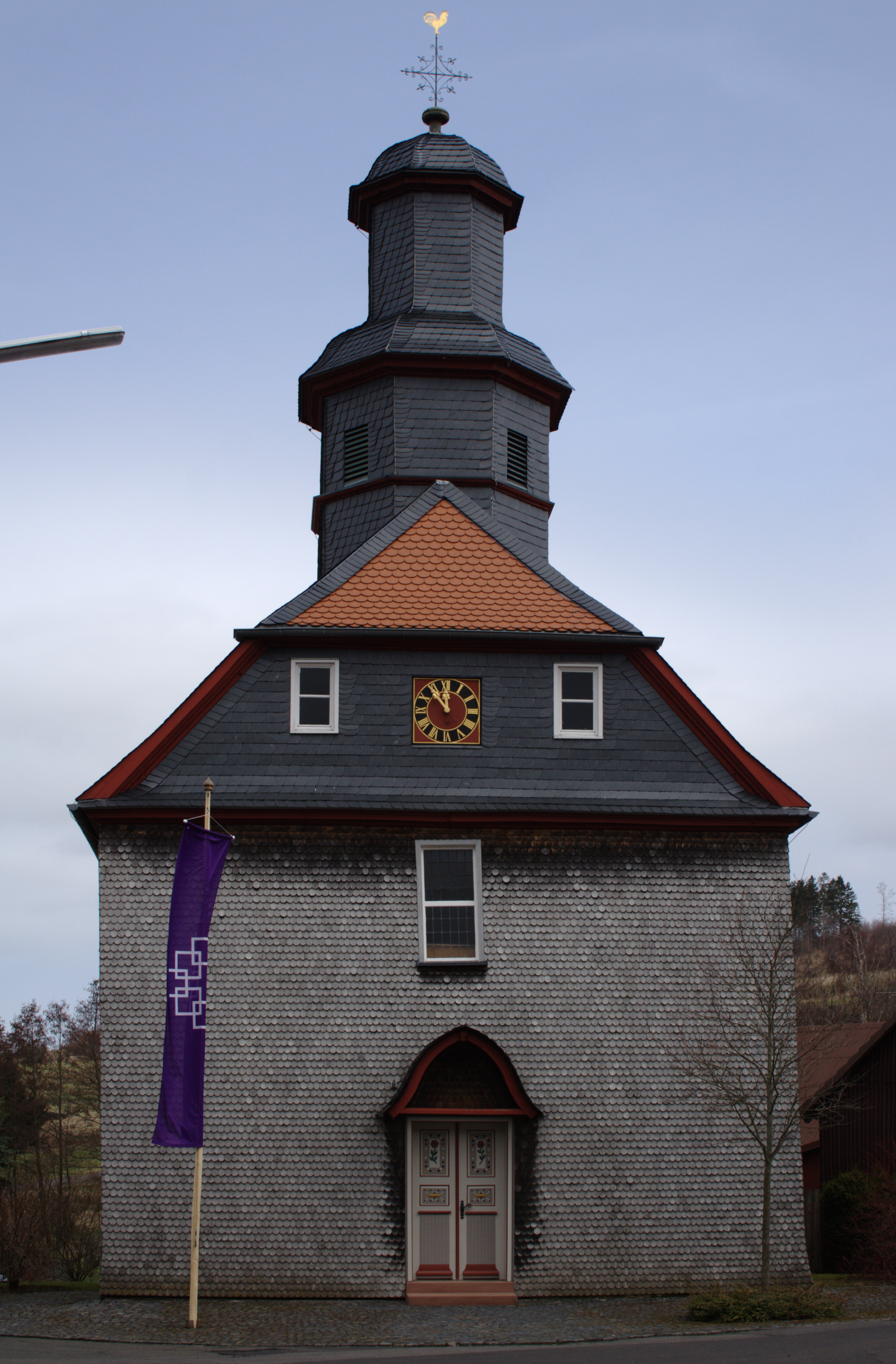
Evangelische Kirche

### Mittelalter
Ein früheres Dorf Feldkrücken lag ursprünglich zwischen Ruppertenrod, Hainbach (Gemünden) und Elpenrod. Bekannt ist, dass dieses Dorf noch Mitte des 14. Jahrhunderts bestand, jedoch schon 1466 Wüstung war. Das heutige Feldkrücken ist eine Neusiedlung von Bewohnern des ehemaligen Feldkrückens.
Die Ersterwähnung des heutigen Feldkrücken steht in einer Urkunde vom 11. April 1344: „Feldkruecken“.
1353 wird der Zehnte „zu Kultzinheyn, zu Feldkruckin“ aufgezählt. Schließlich erscheint der Ortsname „Feltkruokin“ in einem Salbuch von 1592.
Feldkrücken ist ein übertragener Siedlungsnamen, welcher von den Neusiedlern des wüst gefallenen gleichnamigen Ortes mitgebracht wurde. Dabei handelt es sich ursprünglich um einen Flurnamen. Dieser setzt sich aus Feld und mhd. krucke, krücke zusammen. In der Namensforschung wird demnach der Ort als „Siedlung am auffällig gekrümmten Feld“. Die Ableitung von einem Flurnamen belegt auch der Name für eine Wiese in der Wüstung Feldkrücken aus dem Jahre 1582 in einem Salbuch: „in der Feldkruchen.“

### Neuzeit
Eine Schule gab es schon im Jahre 1699. Sie wurde 1911 neu erbaut. 1734 wurde an Stelle der baufälligen Kirche ein neues Gotteshaus gebaut.
Die Statistisch-topographisch-historische Beschreibung des Großherzogthums Hessen berichtet 1830 über Feldkrücken:

„Feldkrücken (L. Bez. Schotten) evangel. Filialdorf; liegt im Vogelsberg 2 St. von Schotten und an einer Höhe von 2098 Hess. (1614 Par.) Fuß über der Meeresfläche. Der Ort hat 76 Häuser und 405 evangelische Einwohner. – Feldkrücken ist erst seit dem 14 Jahrhundert bekannt. Nach einer Urkunde von 1353 hatte Heinrich von Isenburg, die von Sassen mit dem Zehnten daselbst belehnt.“

Von 1874 bis 1960 gab es in Feldkrücken eine Gemeindeschäferei.
Hessische Gebietsreform (1970–1977)
Im Zuge der Gebietsreform in Hessen wurde die Gemeinde Feldkrücken zum 1. August 1972 durch Landesgesetz als Stadtteil in die Stadt Ulrichstein eingegliedert.
Für Feldkrücken wurde ein Ortsbezirk errichtet.

### Verwaltungsgeschichte im Überblick
Die folgende Liste zeigt die Staaten und Verwaltungseinheiten, denen Feldkrücken angehört(e):

- vor 1567: Heiliges Römisches Reich, Landgrafschaft Hessen, Amt Ulrichstein
- ab 1567: Heiliges Römisches Reich, Amt Ulrichstein (Söhne der Margarethe von der Saale)[14]
- ab 1570: Heiliges Römisches Reich, Landgrafschaft Hessen-Marburg, Amt Ulrichstein, Gericht Bobenhausen
- 1604–1648: Heiliges Römisches Reich, strittig zwischen Landgrafschaft Hessen-Darmstadt und Landgrafschaft Hessen-Kassel (Hessenkrieg)
- ab 1604: Heiliges Römisches Reich, Landgrafschaft Hessen-Darmstadt, Amt Ulrichstein, Gericht Bobenhausen[15]
- 1787: Heiliges Römisches Reich, Landgrafschaft Hessen-Darmstadt, Amt Ulrichstein, Gericht Bobenhausen[16]
- ab 1806: Großherzogtum Hessen,[Anm. 2] Fürstentum Oberhessen, Oberamt Alsfeld, Amt (und Gericht ab 1803) Ulrichstein[17][18]
- ab 1816: Großherzogtum Hessen, Provinz Oberhessen, Amt Ulrichstein[19]
- ab 1821: Großherzogtum Hessen, Provinz Oberhessen, Landratsbezirk Schotten[20][Anm. 3]
- ab 1832: Großherzogtum Hessen, Provinz Oberhessen, Kreis Nidda
- ab 1838: Großherzogtum Hessen, Provinz Oberhessen, Kreis Grünberg
- ab 1848: Großherzogtum Hessen, Regierungsbezirk Gießen
- ab 1852: Großherzogtum Hessen, Provinz Oberhessen, Kreis Schotten
- ab 1867: Norddeutscher Bund, Großherzogtum Hessen, Provinz Oberhessen, Kreis Schotten
- ab 1871: Deutsches Reich, Großherzogtum Hessen, Provinz Oberhessen, Kreis Schotten
- ab 1918: Deutsches Reich, Volksstaat Hessen, Provinz Oberhessen, Kreis Schotten
- ab 1938: Deutsches Reich, Volksstaat Hessen, Landkreis Lauterbach[21][Anm. 4]
- ab 1945: Deutsches Reich, Amerikanische Besatzungszone,[Anm. 5] Groß-Hessen, Regierungsbezirk Darmstadt, Landkreis Lauterbach
- ab 1946: Deutsches Reich, Amerikanische Besatzungszone, Hessen, Regierungsbezirk Darmstadt, Landkreis Lauterbach
- ab 1949: Bundesrepublik Deutschland, Hessen, Regierungsbezirk Darmstadt, Landkreis Lauterbach
- ab 1972: Bundesrepublik Deutschland, Hessen, Regierungsbezirk Darmstadt, Vogelsbergkreis, Stadt Ulrichstein
- ab 1981: Bundesrepublik Deutschland, Hessen, Regierungsbezirk Gießen, Vogelsbergkreis, Stadt Ulrichstein

### Gerichte seit 1803
In der Landgrafschaft Hessen-Darmstadt wurde mit Ausführungsverordnung vom 9. Dezember 1803 das Gerichtswesen neu organisiert. Für die Provinz Oberhessen wurde das Hofgericht Gießen als Gericht der zweiten Instanz eingerichtet. Die Rechtsprechung der ersten Instanz wurde durch die Ämter bzw. Standesherren vorgenommen und somit war für Feldkrücken das Amt Ulrichstein zuständig. Das Hofgericht war für normale bürgerliche Streitsachen Gericht der zweiten Instanz, für standesherrliche Familienrechtssachen und Kriminalfälle die erste Instanz. Die zweite Instanz für die Patrimonialgerichte waren die standesherrlichen Justizkanzleien. Übergeordnet war das Oberappellationsgericht Darmstadt.
Nach der Gründung des Großherzogtums Hessen 1806 wurden die Aufgaben der ersten Instanz 1821–1822 im Rahmen der Trennung von Rechtsprechung und Verwaltung auf die neu geschaffenen Land- bzw. Stadtgerichte übertragen. Feldkrücken fiel in den Gerichtsbezirk des „Landgerichts Schotten“. Durch Verfügung des großherzoglichen Ministeriums des Innern und der Justiz wurde am 1. Dezember 1838 Feldkrücken an den Bezirk des neu errichteten Landgerichts Ulrichstein abgetreten.
Anlässlich der Einführung des Gerichtsverfassungsgesetzes mit Wirkung vom 1. Oktober 1879, infolge derer die bisherigen großherzoglichen Landgerichte durch Amtsgerichte an gleicher Stelle ersetzt wurden, während die neu geschaffenen Landgerichte nun als Obergerichte fungierten, kam es zur Umbenennung in „Amtsgericht Ulrichstein“ und Zuteilung zum Bezirk des Landgerichts Gießen.
1943 verlor das Amtsgericht Ulrichstein seine Selbständigkeit und wurde zur Zweigstelle des Amtsgerichts Schotten. Mit Wirkung zum 1. Juli 1968 erfolgte die Auflösung des Amtsgerichts Schotten und Feldkrücken kam zum Gerichtsbezirk des Amtsgerichts Lauterbach. Am 1. Januar 2005 wurde das Amtsgericht Lauterbach als Vollgericht aufgehoben und zur Zweigstelle des Amtsgerichts Alsfeld. Zum 1. Januar 2012 wurde auch diese Zweigstelle geschlossen.

### Einwohnerentwicklung
| • 1806: | 396 Einwohner, 74 Häuser           |
| • 1829: | 405 Einwohner, 76 Häuser           |
| • 1867: | 321 Einwohner, 76 bewohnte Gebäude |
| • 1875: | 316 Einwohner, 64 bewohnte Gebäude |

| Feldkrücken: Einwohnerzahlen von 1791 bis 2011 | Feldkrücken: Einwohnerzahlen von 1791 bis 2011 | Feldkrücken: Einwohnerzahlen von 1791 bis 2011 | Feldkrücken: Einwohnerzahlen von 1791 bis 2011 | Feldkrücken: Einwohnerzahlen von 1791 bis 2011 |
| --- | ---------------------------------------------- | ---------------------------------------------- | ---------------------------------------------- | ---------------------------------------------- |
| Jahr |                                                |                                                |                                                | Einwohner                                      |
| 1791 | 1791                                           |                                                | 362                                            | 362                                            |
| 1800 | 1800                                           |                                                | 351                                            | 351                                            |
| 1806 | 1806                                           |                                                | 396                                            | 396                                            |
| 1829 | 1829                                           |                                                | 405                                            | 405                                            |
| 1834 | 1834                                           |                                                | 398                                            | 398                                            |
| 1840 | 1840                                           |                                                | 430                                            | 430                                            |
| 1846 | 1846                                           |                                                | 430                                            | 430                                            |
| 1852 | 1852                                           |                                                | 408                                            | 408                                            |
| 1858 | 1858                                           |                                                | 418                                            | 418                                            |
| 1864 | 1864                                           |                                                | 350                                            | 350                                            |
| 1871 | 1871                                           |                                                | 337                                            | 337                                            |
| 1875 | 1875                                           |                                                | 316                                            | 316                                            |
| 1885 | 1885                                           |                                                | 319                                            | 319                                            |
| 1895 | 1895                                           |                                                | 306                                            | 306                                            |
| 1905 | 1905                                           |                                                | 299                                            | 299                                            |
| 1910 | 1910                                           |                                                | 326                                            | 326                                            |
| 1925 | 1925                                           |                                                | 337                                            | 337                                            |
| 1939 | 1939                                           |                                                | 317                                            | 317                                            |
| 1946 | 1946                                           |                                                | 389                                            | 389                                            |
| 1950 | 1950                                           |                                                | 364                                            | 364                                            |
| 1956 | 1956                                           |                                                | 319                                            | 319                                            |
| 1961 | 1961                                           |                                                | 300                                            | 300                                            |
| 1967 | 1967                                           |                                                | 295                                            | 295                                            |
| 1970 | 1970                                           |                                                | 271                                            | 271                                            |
| 1980 | 1980                                           |                                                | ?                                              | ?                                              |
| 1990 | 1990                                           |                                                | ?                                              | ?                                              |
| 2000 | 2000                                           |                                                | ?                                              | ?                                              |
| 2011 | 2011                                           |                                                | 249                                            | 249                                            |
| Datenquelle: Historisches Gemeindeverzeichnis für Hessen: Die Bevölkerung der Gemeinden 1834 bis 1967. Wiesbaden: Hessisches Statistisches Landesamt, 1968. Weitere Quellen: ; Zensus 2011 |                                                |                                                |                                                |                                                |

### Religionszugehörigkeit
| • 1829: | 405 evangelische (= 100 %) Einwohner                             |
| • 1961: | 294 evangelische (= 98,00 %), 6 katholische (= 2,00 %) Einwohner |

## Politik
Für Feldkrücken besteht ein Ortsbezirk (Gebiete der ehemaligen Gemeinde Feldkrücken) mit Ortsbeirat und Ortsvorsteher nach der Hessischen Gemeindeordnung.
Der Ortsbeirat besteht aus fünf Mitgliedern. Bei den Kommunalwahlen in Hessen 2021 betrug die Wahlbeteiligung zum Ortsbeirat 69,65 %. Alle Kandidaten gehörten der „Gemeinschaftsliste Feldkrücken“ an. Der Ortsbeirat wählte Torsten Rühl zum Ortsvorsteher.

## Vereine
In Feldkrücken gibt es unter anderem einen Schützenverein (gegründet 1981), einen Jugendarbeitskreis (gegründet 1973), die VdK-Ortsgruppe (24 Mitglieder, Stand März 2009), einen Angelverein und einen Karnevalsklub. Die Freiwillige Feuerwehr wurde 1932 gegründet.

## Kulturdenkmäler
Siehe: Liste der Kulturdenkmäler in Feldkrücken